# Přehlídka animovaného filmu
Přehlídka animovaného filmu (nyní PAF – Přehlídka filmové animace a současného umění) vznikla v roce 2000 jako platforma pro netradiční setkávání s animovaným filmem a jeho hraničními formami a druhy. Za dobu svého působení se PAF stal jednou z největších akcí v ČR věnující se animovanému filmu, která svým programem přesahuje regionální i český kontext.
PAF se oproti jiným festivalům věnujícím se animovanému filmu odlišuje důrazem na vysokou uměleckou kvalitu představovaných filmů a dramaturgií, kterou vytváří studenti a absolventi uměnovědných oborů. V současné době tvoří stálý dramaturgický tým Alexandr Jančík (ředitel), Martin Mazanec (hlavní dramaturg), Marie Meixnerová a Jiří Neděla, doplňováni o další spolupracovníky.
Smyslem PAFu je ukazovat možnosti animovaného filmu na příkladech současné domácí i zahraniční tvorby. Program se skládá z několika tematických bloků, které se věnují historii animovaného filmu z různých pohledů a představují významné tvůrce, na straně druhé se PAF věnuje i předvádění nových postupů a progresivních technologií, které souvisí s animovanou tvorbou, jako je 2D animace, 3D animace, internetová tvorba nebo Vjing. Zároveň se snaží dát prostor jak teoretickému uvažování (odborné přednášky, prezentace), tak sdílení praktických zkušeností (tvůrčí dílny, ukázky praktické animace).
V rámci festivalu se uděluje cena PAF Kult za přínos kinematografii a v soutěžní sekci Jiné vize je oceněno současné české dílo, které invenčním způsobem užívá animační postupy a techniky.
Od roku 2008 jsou aktivity organizačního týmu celoroční, podílí se na festivalu současného audiovizuálního umění reVIZOR ve Veselí nad Moravou, kurátorsky zaštiťuje dění ve Vitríně Denisce (Olomouc), spolupracuje s řadou projektů a akcí – mj. Crosstalk Video Art Festival (Budapešť), Fest Anča (Žilina), časopis KINEČKO. Další aktivitou je vydávání publikací v ediční řadě PAF. Mezi zatím poslední tituly této řady patří kolektivní monografie Genderové stereotypy v animované tvorbě Walta Disneyho (ed. Zdeněk Hudec), Křehké kino (ed. Martin Mazanec) a #mm net art – internetové umění ve virtuálním a fyzickém prostoru prezentace (ed. Marie Meixnerová).

## Historie

### PAF 2000
Nultý ročník Přehlídky animovaného filmu se uskutečnil 7. – 9. 12. 2000 v jihlavském kině Dukla. Během tří dnů bylo promítnuto přes sto šedesát animovaných snímků z fondů KF, NFA, Francouzského kulturního centra, Filmové školy Záhřeb, Projektu 100, filmových škol v České republice a jiných filmových archívů a distributorů. Projekcí se zúčastnilo 207 platících diváků. Snaha o pokrytí co nejširšího spektra historie i současnosti tohoto minoritního žánru vedla k vytvoření specifické struktury, kterou si přehlídka ponechává dodnes – program byl rozčleněn do 43 tematických bloků, v nichž se střídaly samotné projekce s přednáškami a workshopy, přičemž důraz byl kladen na fundovanost jednotlivých lektorských výstupů (Alena Nádvorníková, Martin Čihák, Tomáš Liška, Jan Gogola, Karel Tabery ad.).

### PAF 2002
V roce 2002 se sídlo Přehlídky animovaného filmu přesunulo do Olomouce, kde od té doby využívá odborného zázemí Katedry divadelních, filmových a mediálních studií FF UP a prostory zrekonstruovaného jezuitského Konviktu, nyní Uměleckého centra Univerzity Palackého. První ročník PAF proběhl 12.–15. 12. 2002 v prostorách UC UP, kina Central a kina Lípa. PAF získala záštitu ministra kultury ČR Pavla Dostála. Během tří dnů se bez jediné změny podařilo představit 20 tematických bloků, pozvání přijalo všech 28 pozvaných českých a zahraničních hostů (Priit Pärn, Estonsko; členové redakce 3/4 Revue, Slovensko; Jiří Barta, Jiří Kubíček, Michal Žabka, Vlasta Pospíšilová, Aurel Klimt, Martin Čihák, Edgar Dutka, Vít Pancíř, Alice Růžičková, Ivana Košuličová, Vladimír Suchánek, Petr Nikl, Stanislav Komárek a další). PAF 2002 navštívilo přes 900 diváků, akreditováno bylo 120 stálých účastníků.

### PAF 2003
Jako hlavní host se PAF 2003 zúčastnil Břetislav Pojar, jeho tvorba byla uvedena ve třech blocích a včetně dětí olomouckých základních škol (speciální projekce v kině Metropol) ji zhlédlo na osm set diváků. Program PAF 2003 se zaměřil na mapování vazeb české tvorby a zahraničí – v obsáhlých blocích bylo v rámci tématu představeno dílo Paula Fierlingera, Gena Deitsche, Petra Síse, Karla a Ireny Dodalových a dalších. Tradičně se dramaturgie obrátila i k oblastem, jež tvoří hraniční žánry animovaného filmu. Vedle seznámení s fenoménem VJingu mohli diváci absolvovat kurz počítačové animace a grafické průpravy. K doprovodným akcím patřila rovněž výstava seskupení Grafický design Olomouc. Přehlídky animovaného filmu se v roce 2003 zúčastnilo několikanásobně více diváků, než tomu bylo v předchozích letech. Akreditovaných účastníků je kvůli komorním rozměrům hlavního sídla PAF a záměrně limitované kapacitě vždy 120, neakreditovaných návštěvníků bylo v roce 2003 přes 1200.

### PAF 2004
Leitmotivem třetího ročníku PAF Olomouc bylo sepětí animovaného filmu a hudby, kterému bylo věnováno pět bloků. Vedle avantgardní videoklipové tvorby jsme představili českou verzi animované opery Liška Bystrouška a do kontextu světového filmu byla uvedena Disneyho Fantazie. V retrospektivě byla uceleně představena tvorba kanadského režiséra Frédérica Backa, bratrů Quayových a Jiřího Šalamouna.Tradičně byla velká část přehlídky věnována dynamicky se rozvíjejícím technologiím a médiím a jejich využití v oblasti animace. Odborné přednášky se mimo jiné věnovaly prolínání animovaného filmu s filmem hraným a historii předních studií věnujících se tvorbě animovaného filmu. Svou tvorbu představili dva zahraniční hosté, studenti několika odborných škol a animátoři čtyř českých profesionálních firem.

### PAF 2005
Rozsah Přehlídky animovaného filmu se v roce 2005 rozšířil na 23 bloků. Byly představeny výrazné osobnosti českého a světového animovaného filmu – švýcarský animátor Georges Schwizgebel, matadorka slovenské animace Jaroslava Havettová, spolupracovník Jana Švankmajera Bedřich Glaser. Nové technologie a média byly představeny v blocích věnovaných studiím Cabinet a Altar Interactive, tvorbu počítačových her představil Jakub Dvorský (Amanita Design). Spojení hudby a animovaného filmu byl věnován rovněž workshop Cyrila Podolského, oblast průniku animovaného filmu a jiných žánrů zastupovalo na PAF 2005 několik bloků – animaci a experimentálnímu filmu se věnovali český klasik videoartu Petr Skala a newyorský filmař Henry Hills.

### PAF 2006
5. ročník Přehlídky animovaného filmu Olomouc (PAF) se uskutečnil ve dnech 8. – 10. 12. 2006 v prostorách Uměleckého centra UP (filmový a divadelní sál, podkroví), kina Metropol, klubu 15 minut a S-klubu v Olomouci. Program Přehlídky animovaného filmu tvořilo celkem 30 bloků. V rámci cyklu polské animace byl představen projekt 55 let polské animace, v jeho rámci bylo uvedeno 10 nejlepších polských animovaných filmů všech dob. Pro tuto příležitost byl vydán sborník o polské animaci Resuscitace neskutečných světů. Průřezový charakter měl i cyklus Animace a výtvarné umění, prezentující v ucelené formě animovanou tvorbu českých výtvarníků a absolventů VŠUP. Cyklus otevřela retrospektiva Václava Mergla za osobní účasti tvůrce, v jeho rámci pak proběhla retrospektiva díla Miroslava Štěpánka a Kamila Lhotáka i mladých výtvarníků a animátorů navazujících na jejich odkaz. Tradiční část programu tvořily prezentace z programu Jiné vize. V letošním roce zde představil rakouský tvůrce Friedrich Kirschner styl animace Machinima, který zájemcům předvedl i v podobě workshopu. Druhým hostem, který představil své „jiné vize” byl David Možný, který promítl osobní výběr nejlepších digitálních filmů a vlastní díla. Program doplňovaly i autorské performance svébytně používající elektronický obraz (Phoenix Perry, Iris Piers, Michal Pěchouček). Vrcholem doprovodného programu byly koncerty pražských skupin WWW, Soil a slovenských Abuse, kteří představili i vizuální doprovod v podání VJe Clada. V prostorách Uměleckého centra UP (Konviktu) se rovněž uskutečnilo pět doprovodných výstav (Petr Šmalec, Veronika Doutlíková, Jakub Zich, Současný český komiks, Walerian Borowczyk).

### PAF 2007
Šestý ročník PAFu se uskutečnil od 6. do 9. 12. 2007 v prostorách Uměleckého centra Univerzity Palackého v Olomouci, kině Metropol, Divadle hudby a klubu 15 minut. Přehlídce, předcházela přednáška Michala Jareše věnovaná Americkému nezávislému komiksu. Program tvořily retrospektivy národních kinematografií Holandska a Bulharska – cykly Holandské opojení (hosty byli manželé Cilia a Gerrit van Dijkovi, historička animovaného filmu Mette Peters, režisér žijící ve Spojených státech Piet Kroon, Marieke Blaauw, Rogier Klomp a Bart-Jan Kazemier) a Bulharská odysea, v rámci hlavního tematického cyklu Animace ve službách propagandy byly představeny snímky ze Sovětského svazu, Spojených států, Polska, Velké Británie i bývalého Československa. Novinkou programu byla soutěžní sekce Jiné vize 007 (porotu tvořili teoretička audiovizuální kultury Gabrielle Jutz, šéfredaktor časopisu Film a doba Stanislav Ulver a vedoucí intermediálního ateliéru PdF UP Vladimír Havlík) jejímž vítězem se
stal Viktor Takáč se svou anamnézou nočního života v Praze nazvanou Mr. Möbius Lives on the 2nd Floor (2007, 10 min.). Cyklus experimentálních audiovizuálních performance Živá animace/Živá partitura představil „tvarosloví“ živé animace v podobě několika projektů, vznikajících jako audiovizuální koláž přímo před zraky diváků – Mateřídouška, Opuka, Koberce & záclony, Michal Mariánek a Tomáš Hrůza. Samostatným projektem v rámci Živé animace byla Živá partitura konceptuálního výtvarníka Tomáše Vaňka a hudebníka Tomáše Dvořáka (Floex). Živá partitura se setkala s nečekanou odezvou, kterou umocňoval jak výrazový koncert Vladimíra Václavka, jehož hudba byla „objektem záznamu“, tak i precizní práce Tomáše Dvořáka a Tomáše Vaňka využívající improvizaci v rámci předem připraveného schématu. Novinkou se stala sekce Konvikt Resident, která měla dotvářet atmosféru intenzivním a interaktivním využitím prostor určených pouze k tranzitu mezi projekčními místnostmi. Proto byla vyhlášena nová možnost pro mladé audiovizuální umělce, aby uspořádali vlastní instalaci přímo v centru dění PAF a stali se tak Konvikt Residenty. Prvním z nich byl Tomáš Moravec, student ateliéru multimédií Dušana Záhoranského (Ústav umění a designu) na Západočeské univerzitě v Plzni, který vytvořil hravé projekční prostředí, závislé na prostorových obměnách v podkroví UC UP.

### PAF 2008
Sedmý ročník proběhl ve dnech 11. – 14. prosince 2008. Hlavním tématem byla Animace s hvězdičkou v rámci níž mohli diváci vidět několik celovečerních a desítky krátkometrážních filmů, které jsou odsouzeny unikat dětským očím. Velký úspěch také zaznamenaly filmy Ralpha Bakshiho, který je považován za otce Adult himation, na festivalu byly k vidění jeho filmy Fritz the Cat (Kocour Fritz), Coonskin (Černá kůže) a Wizards (Čarodějové).
PAF se zaměřil na prozkoumání Irské animace. Přednášku o historii a vývoji irské animace měl přední irský historik a teoretik Dermot Corrigan. Irskou delegaci doplnily zástupci animačního studia Cartoon Saloon ve složení Ross Murray, Ross Stewart a Tom Moore. Diváci tak za jejich účasti a průvodních slov mohli sledovat nové irské krátké filmy, reklamy, ukázky z nejnovějšího celovečerního animovaného irského filmu Brendan and the secret of kells nebo tradicemi a folklórem ovlivněné krátké filmy.
PAF Kultem se stal Peter Kubelka, který během svých dvou přednášek v naplněném filmovém sále představil své metrické a metaforické filmy. Obdržel od PAFu „Čestné uznání za celoživotní inspirativní prozkoumávání možností filmových postupů“.
Sekci Živá animace zastřešilo téma užití principu polyekranu, tedy rozkladu obrazu na několik pláten. Umělci, které tato sekce představila, generují v reálném čase unikátní umělecká díla, formálně založená na vzájemné přímé interakci obrazového materiálu a vnějších podnětů, ať už hudebních, rytmických, hereckých či jiných. V rámci sekce vystoupilo francouzské seskupení Burstscratch (ve složení L. Berger, S. Simon, L.Barbier, tuzemské improvizační trio Mikroloops (M. Blažíček, S. Abrahám, M. Cabowitz), japonský zvukový skladatel a vizuální umělec Ryoji Ikeda a soubor Handa Gote (T. Procházka, R. Smolík, J. Hybler, D. Freudl, D. Singer, J. Švarcová)
Princip polyekranu se mimo Živé animace stal zastřešujícím také pro sekci Konvikt Resident, jejímž úkolem je poskytnout vybraným umělcům finanční zázemí a prostory jezuitského konviktu, kde se přehlídka koná, k vytvoření originálních uměleckých děl. Po dobu festivalu se v podkroví mohli diváci setkat s instalacemi Jana Šrámka, Filipa Nerada/Petra Cabalky a Filipa Cenka s výstavou nazvanou Anymade. Druhý Konvikt Resident Ondřej Vavrečka svou práci zasadil do prostor Kaple božího těla, kde ve čtvrtek a v pátek promítal svůj film Lípa třetího tisíciletí. Jedná se o film natočený na šestnáctimilimetrovou kameru, který byl promítán ze tří promítaček a na principu polyekranu pak na velkém plátně vytvářel příběh. Festival se stal vlastníkem tohoto filmového díla.
Jedním z cílů PAFu je také nenásilnou formou své návštěvníky vzdělávat. Přímo pro tyto účely letos založená sekce PAF Rewind se letos zaměřila na animační techniku pixilaci. Diváci mohli nejen zhlédnout nejstarší pixilované snímky, filmy, které byly oceňovány na světových festivalech a blok filmů z českých animačních škol, které využívají techniku pixilace. Praktickou stránku této animační techniky pak v rámci svého workshopu ukázal vybrané skupině lidí okouzlující pixilátor Miloš Tomić, který s účastníky workshopu během 4 dnů vytvořil krátký pixilovaný film, který byl divákům festivalu promítnut na zakončení.
Soutěžní sekce festivalu Jiné vize si klade za cíl zpřístupnit a ocenit díla, která neotřelým způsobem ovlivňují výtvarnou i filmovou scénu. Výběr deseti soutěžních filmů a videí, které vznikly v České republice během posledních 18 měsíců byl letos v kurátorské režii Martina Fišra a Martina Mazance. Odborná porota ve složení Martin Blažíček, Alena Boika a Dermot Corrigan zvolila za vítězný "pohyblivý obraz" internet-video Martina Kohouta aka Pashe*, který vyhrál grafický tablet od společnosti Wacom (Wacom Cintiq 12WX (12,1" barevný LCD tablet WXGA 1280x800 + pero Grip Pen, 5080dpi, USB)
Hosté PAF 2008: Peter Kubelka (Rakousko), Ross Murray (Irsko), Dermot Corrigan (Irsko), Ross Stewart, Tomm Moore, Miloš Tomić, Ryoji Ikeda (Japonsko), Simoc MacColl (Velká Británie), Diarmuid O'Brien (Irsko), Mathew Lloyd (Irsko), Laurent Berger (Francie), Silvi Simon (Francie), Laurence Barier (Francie), Martin Čihák, Laura Victoria Delgado, Martin Blažíček, Stanislav Abrahám, Jan Klos, Alena Boika, Michaela Mertová, Stanislav Ulver, Radana Ulverová, Malgosia Sady (Polsko), Martina Kudláček,Tomáš Procházka, Robert Smolík, Jakub Hybler, David Freudl, David Singer, Leoš Kropáček, Johana Švarcová, Ondřej Vavrečka, Martin Jiroušek, Eva Jeništová, Michal Cabowicz, Lenka Kočisová, Filip Nerad, Filip Cenek, Petr Cabalka, Jan Šrámek, Jana Julínková, Pavla Dudová, Jakub Němeček, Michal Jareš, Indochina, Pavel Jakubík, Lukáš Perutka a další.

### PAF 2009
Osmý ročník PAF se uskutečnil 10.-13. prosince 2009 v Uměleckém centru Univerzity Palackého (UC UP Konvikt), kině Metropol, Galerii U Mloka a klubech Metro, Mitril a Vertigo. Navštívilo jej 2138 návštěvníků, 273 z nich se akreditovalo prostřednictvím internetu.
Hlavní tematickou sekcí PAFu byla Non-fikce, v rámci které měli návštěvníci přehlídky možnost zamyslet se nad vztahem animace k realitě. V několika blocích byla non-fikční animovaná kinematografie představena průřezově, jedno pásmo filmů bylo věnované československému emigrantovi Paulu Fierlingerovi (např. filmy Z paměti či Zátiší s animovanými psy). Významným hostem PAFu, jenž v rámci Non-fikce animace představil své dílo, byl rakouský audiovizuální umělec a experimentátor Martin Arnold. Naplněné sály zaujal (de)animací klasických hollywoodských snímků v nichž pomocí střihu a digitálních technologií odhaloval podtexty a významy za běžných okolností divákovi skryté.
Zemí, jejíž tvorbu ročník 2009 mapoval, se stalo Chorvatsko. Diváci viděli desítky krátkých animovaných filmů jak z oblasti klasické kreslené animace reprezentované tzv. záhřebskou školou, tak současnou moderní animaci přiklánějící se spíše k digitálním technologiím. Simon Bogojević Narath kromě dosavadní tvorby animačních studií Kenges a Bonobo představil i několik rozpracovaných projektů. Nové horizonty v Zagreb filmu osobně uvedl Darko Bakliža, jehož filmy byly v rámci bloku prezentovány retrospektivně.
PAF Kultem se stal chorvatský režisér, pedagog, performer, renesanční umělec a zahradník Ivan Ladislav Galeta, kterému bylo organizátory PAFu předáno Ocenění za celoživotní přínos v oblasti pohyblivých obrazů.
Díky sekci Konvikt Resident vyrostla v Atriu UC UP Konvikt dřevotřísková bouda, tzv. Black Box, v níž mohli diváci po celou dobu PAFu vidět audiovizuální díla Kena Jacobse, který letošní PAF navštívil prostřednictvím telefonické konference. Divadlo Bílá nora se pak na PAFu v BLACK BOX proměnilo celé a jeho tmavé sklepní prostory s blikajícím plátnem zvaly ke zhlédnutí audiovizuálního díla Martina Arnolda Deanimated: The Invisible Ghost.
Umělecké centrum Univerzity Palackého bylo v průběhu přehlídky kromě Black Boxů ozvláštněno například instalací Martina Blažíčka Swing(1) nebo projekcemi děl vybraných do soutěže Jiné vize, která byla v průběhu přehlídky instalována v podkrovních prostorách Konviktu.
Oceněných soutěžících Jiných vizí bylo v roce 2009 hned několik. Hlavní cenu mezinárodní poroty ve složení Mia Makela, Ivan Ladislav Galeta a Martin Arnold si odnesl Daniel Pitín (Ztracený architekt), diváckou cenu převzal z rukou umělce Michala Pěchoučka Matěj Smetana (Návod 2: Trilobit). Každý porotce pak ještě vyhlásil osobního favorita, kterému zašle speciální cenu:
Ivan Ladislav Galeta: Barbora Švarcová – Psycho-analýza
Mia Makela: Jan Pfeiffer – Předpoklad
Martin Arnold: Tomáš Svoboda – Fly
Program sekce Živá animace: Hand(made) Soft(ware). Finská umělkyně Mia Makela aka SOLU seznámila návštěvníky s živou animací jednak teoreticky na přednášce nazvané Live Cinema („praxe živé animace“) a jednak prakticky při své audiovizuální performanci Kaamos. Na PAF přijela také řada tuzemských progresivních umělců, jejichž tvorba se vyznačuje právě prolínáním obrazu a zvuku v reálném čase. Divadelní sál UC UP Konvikt letos opanovali Pjoni & Ink Midget & tvprodukt (Jonatán Pastirčák, Adam Matěj a Jakub Němeček) a 1A2V1 (Jaroslav Hárovník a Jan Šrámek), klub Mitril roztančila skupina Like She (Pavla Malinová, Jan Vytiska, Pavel Ptáčník) následovaná uskupením Kazety (Johana Švarcová, Jiří Havlíček, David Doubek). Třešničkou na dortu pak bylo vystoupení Pure B & TOY_BOX vytvořené speciálně pro PAF, které divákům nabídlo punkovými úderkami podpořený komiks převedený v reálném čase na plátno bez použití počítače, pouze s pomocí dvou kamer a stroje zkonstruovaného speciálně pro tyto účely.
Sekce PAF Rewind: Motion Capture návštěvníky přehlídky seznámila s technologií, která nalézá uplatnění jak v zábavním průmyslu tak například ve vojenství či lékařství. O jejím vlivu na animovaný film se návštěvníci mohli dozvědět z přednášky Pavla Hruboše. Odborník na biomechaniku z FTK UP Olomouc Zdeněk Svoboda představil technologii Motion Capture formou workshopu, během nějž měli návštěvníci PAFu jedinečnou možnost „osahat“ si technologii v praxi.
Nová sekce nazvaná Aport animace si klade za cíl představovat projekty související s animací ve stádiu vzniku, prezentovat spřízněné festivaly, hybridní formy animace a nové projekty tvůrců, kteří se na PAFu prezentovali v minulosti. V rámci sekce proběhla v Galerii U Mloka výstava kreslířky a scénografky TOY_BOX Two Cups of Tea, křest DVD Michala Pěchoučka, prezentace vznikajícího polsko-českého projektu polské animátorky Anny Pankiewicz nebo prezentace ručně kreslené animované počítačové hry Machinarium, kterou na PAF přijel představit hudebník Floex (Tomáš Dvořák). V české premiéře byl uveden koprodukční snímek The Secret of Kells, který ve formě rozpracovaného projektu uvedl na loňském PAFu irský režisér Tomm Moore.
Hosté PAF 2009: Aeldryn, Martin Arnold (Rakousko), Darko Bakliža (Chorvatsko), Pavla Bergmannová, Kamila Boháčková, Franziska Bruckner (Rakousko), Petra Čechová, David Doubek, Tomáš Dvořák, Martin Fišr, Ivan Ladislav Galeta (Chorvatsko), Jaroslav Hárovník, Jiří Havlíček, Vladimír Havlík, Pavel Horáček, Pavel Hruboš, Karolína Ketmanová, Igor Korpaczewski, Jiří Kotrla, Karina Kottová, Kateřina Koutná, Jana Laubová, Mia Makela (Finsko), Pavla Malinová, Adam Matěj (Slovensko), Simon Bogojević Narath (Chorvatsko), Petr Nerušil, Vilém Novák, Jana Ondíková (Slovensko), Petr Pádivý, Anna Pankiewicz (Polsko), Jonatán Pastirčák (Slovensko), Michal Pěchouček, Jan Pfeiffer, Punx 23, Pavel Ptáčník, Natalie Raaben (Německo), Jana Slezáková (Slovensko), Matěj Smetana, Marcin Sobczak (Polsko), Tereza Sochorová, Zdeněk Svoboda, Jan Šrámek, Barbora Švarcová, Johana Švarcová, TOY_BOX, Jan Vytiska, Lenka Vítková, Kinga Witas (Polsko), Jan Žůrek a další.

### PAF 2010
9. ročník Přehlídky animovaného filmu (PAF) skončil. Během čtyř festivalových dnů měli diváci možnost zhlédnout 172  snímků v 54 programových blocích. Hlavním hostem a PAF Kultem letošního ročníku se stal britský režisér Peter Greenaway, který převzal cenu festivalu za celoživotní přínos v oboru umění pohyblivého obrazu. V rámci sekce Živá animace: Barevná hudba se poprvé před českým publikem představil i jeden z nejvýznamnějších současných audiovizuálních umělců Carsten Nicolai aka Alva Noto. Další význačnou událostí letošního PAFu bylo uvedení světové premiéry galerijního videa Soft Palate rakouského experimentátora Martina Arnolda, jenž dal přednost olomouckému publiku před festivaly v Berlíně či Rotterdamu. Devátý ročník festivalu se konal na několika místech, a to Galerie U Mloka, Kino Metropol, Klub Vertigo, Umělecké centrum Univerzity Palackého: Café Tungsram Transit, Galerie Monitor, Kaple Božího Těla, Bílá nora, Divadelní sál, Filmový sál, Galerie Podkroví.
PAF SEKCE:
PAF téma: OSTROVY ANIMACE, Soutěž: JINÉ VIZE, Živá animace: BAREVNÁ HUDBA,
PAF kult: PETER GREENAWAY, PAF Rewind: ILUSTRACE ad.
PAF Umělecké prezentace a audiovizuální projekty: Peter Greenaway (UK), Carsten Nicolai aka Alva Noto (DE), Georgij Bagdasarov (RUS), Voice Over Noise (SK), Tomáš Hartl aka Elektrabel (CZ), Tomáš Vaněk (CZ), Anna Pankiewicz (PL), Jiří Havlíček (CZ), David Landa a Kateřina Zochová (CZ) ad.
PAF instalace a přednášky: Jiří Thýn (CZ), Matúš Vizár (SK), Aaron Meyers (US), Jan Šrámek (CZ), Matěj Smetana (CZ), Anežka Hošková (CZ), instalace z letošního EXPA Opičí král (kol. autorů) ad.
PAF prezentace: Rakouská filmová teoretička Brigitta Burger-Utzer o audiovizuálním zpracování barev, český teoretik výtvarného umění Tomáš Pospiszyl o Zdeňku Pešánkovi, filmař Martin Čihák o německém absolutním filmu, teoretička nových médií Sylva Poláková o současné české tvorbě a animaci v kontextu galerií i kin ad.
- PAF téma: Ostrovy animace Tematická sekce festivalu nazvaná Ostrovy animace se zaměří na animaci malých národů či etnik, jimž často svobodná výpověď o jejich zemi a historii vůbec nebyla dopřána. Vrcholem sekce bude projekce dosud nikdy neuvedených pásem australských a afrických animovaných filmů, které speciálně pro PAF připravila australská badatelka Deborah Szapiro a britský vědec a filmař Charles daCosta (africká tvorba).
- Živá animace: Barevná hudba Sekce živé animace, které se PAF dlouhodobě věnuje, letos prostřednictvím vystoupení, filmových projekcí, přednášek a doprovodného sborníku, představí fenomén barevné hudby a barevného slyšení. V rámci sekce proběhne živé audiovizuální vystoupení významného německého audiovizuálního umělce a tvůrce mnoha instalací Carstena Nicolaie aka Alva Noty.
- PAF Rewind: Animace ilustrace PAF Rewind představí fenomén knižní ilustrace a její „rozanimovanou podobu“ – osobnosti výtvarného a filmového umění jakými jsou Josef Lada, Zdeněk Miler, Jiří Trnka, Adolf Born, Zdeněk Smetana ad. Kromě starších děl se v sekci budeme věnovat také ilustraci dneška, jejím interpretacím a novým formám. Konkrétní projekty budou například prezentovat vizuální umělci Tomáš Vaněk či Jiří Havlíček, kteří také přispěli vlastními ilustracemi do sborníku, jenž bude vydán v rámci letošní edice PAFu.
- PAF Kult: Peter Greenaway PAF každoročně přivítá kultovního audiovizuálního tvůrce, jehož součástí prezentace je průřez celoživotním dílem. Po Priitu Pärnovi, Georgesi Schwizgebelovi, Gerritu van Dijkovi, Peteru Kubelkovi či Ivanu Ladislavu Galetovi se v roce 2010 stal PAF Kultem legendární anglický tvůrce Peter Greenaway, který kromě projekce svého slavného filmu Kuchař, zloděj, jeho žena a její milenec představil formou přednášky nazvané „Cinema’s New Possibilities – Cinema is Dead, Long Live Cinema“ svůj ambivalentní vztah ke kinematografii.
- Soutěž Jiné vize Jiné vize, jediná soutěžní sekce festivalu, je místem konfrontace českých umělců vytvářejících díla na pomezí výtvarného umění, experimentálního filmu, videoartu a animace. Specifikem soutěže je dvojí prezentace – projekce v prostoru klasického kinosálu a instalace v galerijním prostředí. Mezinárodní porota ve složení Pip Chodorov, americký filmař a galerista, Martin Kaňuch, slovenský filmový teoretik a Brigitta Burger-Utzer, vedoucí vídeňského sixpackfilm i hlasující diváci se shodli na vítězi, jímž se stal David Možný se svým snímkem Rahova.
- Konvikt Resident Konvikt Resident vybízí k uplatnění architektonických dispozic budovy bývalého jezuitského konviktu, kde se festival odehrává, pro prezentaci /vybraných/ výtvarných a filmových projektů. Konvikt rezidenty PAF 2010 jsou slovenský animátor Matúš Vizár a český fotograf Jiří Thýn.
- Půlnoční horečka Projekce filmů v nočních hodinách mají na PAFu již svou tradici a oblibu u diváků. Jedná se o dlouhometrážní animované snímky s vyhraněným žánrovým zaměřením, kontroverzním a často explicitním zobrazováním tělesnosti či politicky ne vždy korektním obsahem. (Horor, sci-fi, erotický film ad.).
- Aport animace V rámci sekce Aport animace dramaturgicky rozšiřujeme pojetí fenoménu animace. Prezentována jsou díla v různých fázích realizace – animované filmy, vizualizace, softwary, grafický i užitý design i vzdělávací a sociální projekty. V letošním roce: Alena Kupčíková s projektem DYS, určený především dyslektickým dětem, nejúspěšnější česká hra MAFIA II formou prezentace poodhalí zákulisí tvorby, prezentace spřízněných festivalů Animator (Poznaň) a Fest Anča (Slovensko) ad.

Hosté PAF 2010: Martin Arnold (A), Georgij Bagdasarov (ARM), Pavel Bednařík (CZ), Aneta Biernat (PL), Petr Bilík (CZ), Martin Blažíček (CZ), Andrej Boleslavsky (SK), Brigitta BurgerUtzer (A), Martin Búřil (CZ), Michal Cáb (CZ), Filip Cenek (CZ), Petra Čechová (CZ), Jaroslav Černý (CZ), Eva Červenková (CZ), Jakub Deml (CZ), Eliška Děcká (CZ), Zdeněk Durdil (CZ), Andy Fehu (CZ), Amalia Roxana Filip (RO), Martin Fišr (CZ),Martin Flašar (CZ), Dominik Gajarský (CZ), Pavla Gajdošíková (CZ), Peter Greenaway (UK), Tomáš Hartl (CZ), Jiří Havlíček (CZ), Vladimír Havlík (CZ), Petra Hermanová (CZ), Tomáš Hlobil (CZ), Pavel Horáček (CZ), Jan Horák (CZ), Martin Horák (CZ),Anežka Hošková (CZ), Martin Hrdina (CZ), Magdalena Hrubá (CZ), Tomáš Hrůza (CZ), Pip Chodorov (USA), Jan Jílek (CZ), Anna Jílková (CZ), Marcin Kaproń (PL), Veronika Klusáková (CZ), Jakub Korda (CZ), Jiří Kotrla (CZ), Slavo Krekovič (SK), Martin Krištof (SK), Jan Krtička (CZ), Alena Kupčíková (CZ), Jiří Lach (CZ), David Landa (CZ), Jana Laubová (CZ), Markéta Lisá (CZ), Adam Matěj (SK), MatoušMědílek (CZ), Žofie Mědílková (CZ), Pavlína Míčová (CZ), David Možný (CZ), FilipNerad (CZ), Petr Nerušil (CZ), Jakub Němeček (CZ), Carsten Nicolai (DE), Alva Noto(DE), Vilém Novák (CZ), Michal Opitz (CZ), Kateřina Pacíková (CZ), AnnaPankiewicz (PL), Jonatán Pastirčák (SK), Radim Pech (CZ), Kryštof Pešek (CZ), MarekPiacek (SK), Wojciech Piechoński (PL), Ondřej Pilát (CZ), Filip Polanský (CZ), Sylva Poláková (CZ), Tomáš Pospiszyl (CZ), Michal Procházka (CZ), Kateřina Prokopová(CZ), Oliver Rehák (SK), Pavla Sceranková (SK), Anna Segečová (CZ), Piotr Seweryn (PL), Damian Siemasz (PL), Andrea Slováková (SK), Filip Smetana (CZ), Matěj Smetana (CZ), Tereza Sochorová (CZ), Christoph Srb (A), Matěj Strnad (CZ), Ivan Svoboda (CZ), Jan Šrámek (CZ), Roman Štětina (CZ), Rostislav Švácha (CZ), Ladislav Švenajs (CZ), Blanka Švédová (CZ), Viktor Takáč (CZ), Jiří Thýn (CZ), Weronika Ulicka (PL), Tomáš Vaněk (CZ), Petr Vágner (CZ), Lenka Vítková (CZ), Daniel Vlček (CZ), Petr Vlček (CZ), Veronika Vlková (CZ), Eva Votrubová (CZ), Kateřina Zochová (CZ), Romana Zubalová (CZ), Lenka Žampachová (CZ), Jan Žůrek (CZ) a další

### PAF 2011
Jubilejní 10. ročník Přehlídky animovaného filmu PAF se uskutečnil 8. – 11. 12. 2011 v Olomouci v Uměleckém centru Univerzity Palackého, kině Metropol, Café Tungsram Transit, Galerii U Mloka, Klubu Vertigo, Jazz Tibet Clubu, vitríně Deniska a v dalších lokacích Olomouce. Během 4 dnů dorazilo více než 100 hostů, 250 akreditovaných a 50 novinářů.
- Holci a kluky v animaci – Díky své přívětivé výtvarné tváři může tradiční narativní animace snadno mást tělem a působit na první pohled jako lehkovážná dětská zábava. Podobně termín „gender" bývá v českém prostředí často pokřiveně prezentován jako jakýsi cizácký strašák. PAF se letos rozhodl postavit podobným předsudkům projektorem čelem a v rámci několika genderově zaměřených tematických bloků (Pohádky naruby, Hrdinky, Sexualita žen atd.) nabídnul publiku „jiné čtení" klasických animovaných příběhů. Za účasti předních českých genderových expertek byly promítnuty filmy tak významných autorek jako třeba Very Neubauer, Signe Baumane, Ruth Lingford či Monique Renault. Kunsthistorička Martina Pachmanová poprvé představila před animačním publikem originální Domácí biograf Milady Marešové.

- Světlo a tma živé animace – Animace světla, animace kinosálu, světlo projekce, tma a flicker efekt byly ústředními tématy pro sérii přednášek, instalací a prezentací. Světlo a tma jsou základními elementy vzniku pohyblivých obrazů. Zrcadlí se zde fascinace nad prekinematografickými principy animace a projekce obrazu, světelnými animacemi meziválečné avantgardy a také utopickými projekty současnosti. Sekce byla věnovaná netradičním postupům v animaci a zaměří se na světelný střih, animaci světelných objektů a konstrukci prostorů projekce.
- PAF Rewind: Rotoskopie – Rotoskopie představuje hybridní kinematografickou formu, kterou vyvinul americký animátor Max Fleischer roku 1915. Jeho záměrem bylo přesnější zachycení jednotlivých fází pohybu v animovaném filmu, a pro tyto účely se rozhodl překreslovat jednotlivá okénka filmového pásu promítaná na skleněnou desku. Tato technika, stojící na pomezí animace a fotorealistického záznamu, byla v průběhu let zdokonalována a řada filmařů s její pomocí významně přispěla do historie animovaného filmu. Desátá Přehlídka animovaného filmu rotoskopii představila v rámci sekce PAF Rewind prostřednictvím vybraných snímků, přednášek a workshopu. Z celovečerních filmů se diváci mohli těšit na dějinný průřez popkultury American Pop i na aktuální českou filmovou událost s názvem Alois Nebel. O něm hovořili samotní tvůrci v rámci prezentace grafického studia Tobogang. Pod vedením animátorů Martina Búřila a Matouše Vizára čekal na návštěvníky PAFu rotoskopický workshop.
- PAF Kult: Bob Sabiston – Jméno Bob Sabiston (1967) je možná známější v oblasti výpočetní techniky než v oblasti animovaného filmu. Jako host sekce PAF Kult byl však vybrán pro způsob, jakým se u něj programátorská invence prolíná s jeho průkopnickým přístupem k animovanému filmu. Sabiston, absolvent Massachusetts Institute of Technology, založil v první polovině 90. let společnost Flat Black Films a v roce 1997 vytvořil program nazvaný Rotoshop. Ten se stal dominantním výrazovým prostředkem, který určuje vizuální identitu tvorby studia Flat Black Films a jeho animátorů.
- Soutěž Jiné vize – Kurátorská soutěž Jiné vize se soustředí na mapování audiovizuální tvorby v českém kontextu. Kurátor ročníku 2011 Pavel Ryška vybral ze 46 přihlášených filmů 10 snímků, které se na festivalu promítaly. Mezinárodní porota ve složení Bob Sabiston, Iván Forgács a Birgitt Wagner udělila hlavní cenu Alexandře Moralesové za audiovizuální dílo Kůže (2011). Zvláštní ocenění získal film MONOSKOP no. 3 (monkeyking legend) z roku 2011 od Martina Búřila. Diváci Přehlídky animovaného filmu pak vybrali jako nejlepší dílo Jev (2011) Kryštofa Peška. Čestné uznání poroty si odneslo dílo Osvícení (3'25'', 2012) Vojtěcha Fröhlicha, Ondřeje Mladého, Jana Šimánka a Vladimíra Turnera. Cenu diváků získala Soňa Jelínková za své dílo Sličná tvář (9'37'', 2012).
- Aport animace – Aport animace je platformou pro prezentace nových projektů, stejně jako pro návraty filmařů a umělců, kteří dlouhodoběji spolupracují s PAFem. Desátý ročník byl v tomto ohledu unikátní, protože v rámci edice PAFu vyjdou poprvé monografické katalogy (Martin Kohout, Jan Šrámek aka VJ Kolouch). Představeny byly internetové projekty věnující se kulturním fenoménům a další díla, která mapujeme v zárodečném či nepřetržitém procesu vývoje.
- Konvikt Resident – Konvikt Resident vybízí k uplatnění architektonických dispozic rozlehlé budovy bývalého jezuitského konviktu, kde se festival odehrává. Prostory Konviktu jsou cílovým místem prezentace samostatných výtvarných a filmových projektů. Letošní residentství přijali Tomáš Dvořák aka Floex, Dan Gregor aka Initi, Veronika Vlková a Richard Loskot.

Hosté PAF 2011: Matěj Al-Ali (SK), Georgij Bagdasarov (ARM), Anna Balážová (CZ), Iva Baslarová (CZ), Martin Blažíček (CZ), Martin Búřil (CZ), Michal Cáb (CZ), Filip Cenek (CZ), Markéta Cilečková (CZ), Blanka Knotková Čapková (CZ), Martin Čihák (CZ), Eliška Děcká (CZ), Matěj Dostálek (CZ), Noro Držiak (CZ), Jaro Dufek (CZ), Tomáš Dvořák (aka Floex) (CZ), Martin Fafejta (CZ), Martin Fišr (CZ), Jiří Franta (CZ), Dominik Gajarský (CZ), Waltraud Grausgruber (A), Dan Gregor (CZ), Lukáš Gregor (CZ), Jiří Havlíček (CZ), Tim Hecker (CAN), Katarina Hladeková (SK), Jan Horák (CZ), Tomáš Hrůza (CZ), Lucie Jarkovská (CZ), Kangding Ray (FR), Martin Kaňuch (SK), Kinéma (CZ), Blanka Klímová (CZ), Jakub Koníček (CZ), Tomáš Kopáček (CZ), David Kořínek (CZ), Jiří Kotrla (CZ), Antonín Koutný (CZ), Jan Kulka (CZ), Tereza Kynčlová (CZ), David Letellier (FR), Richard Loskot (CZ), lowii (SK), Jan Mareš (CZ), Adam Matěj (SK), Martin Mlynarič (CZ), Alexandra Moralesová (CZ), Tomáš Moravec (CZ), Martina Pachmanová (CZ), Michaela Pavlátová (CZ), Ondřej Pilát (CZ), Sylva Poláková (CZ), Tomáš Polenský (CZ), Pavel Ryška (CZ), Bob Sabiston (USA), Jana Slezáková (SK), Matěj Smetana (CZ), Tereza Sochorová (CZ), Pavel Sterec (CZ), Matěj Strnad (CZ), Paul Surefire (UK), Jan Šrámek (CZ), Roman Štetina (CZ), Jaromír Švejdík (CZ), František Týmal (CZ), Dušan Urbanec (CZ), Matúš Vizár (SK), Lenka Vítková (CZ), Veronika Vlková (CZ), Birgitt Wagner (A) a další.

### PAF 2012
11. ročník Přehlídky animovaného filmu se uskutečnil ve dnech 6.–9. 12. 2012 v Olomouci a nabídl program složený ze
sedmi programových sekcí a více než 60 bloků. Návštěvníci si vyslechli převážně
přednášky odborníků týkající se urbanismu, net artu a živé animace. Silně
zastoupeny byly autorské prezentace a diváci měli možnost zhlédnout řadu
audiovizuálních performancí, projekce filmů a filmových výběrů, stejně jako
několik hudebních vystoupení.
- Animace urbanismu – V rámci hlavní programové sekce vystoupila s přednáškou zaměřenou na mediální fasády urbanistická expertka a teoretička Mirjam Struppek. Animace urbanismu nabídla také živě přenášenou skype přednášku o fenoménu demolice, kterou na dálku proslovil Keith Eggener, americký teoretik architektury. Město=Médium je zcela nový knižní projekt, s nímž festivalové publikum seznámil jeho spoluautor Vladimir 518. Kniha vedle fenoménu městských neonů sleduje příběh světla v umění od začátku 20. století až po současnost. O problémech navigace a o fenoménu městské dopravy hovořil dopravní urbanista Tomáš Cach. Italský teoretik a historik Leonardo Ciacci se ve své přednášce věnoval velkoměstským obrazovým symfoniím v období avantgardy, fenomén chatařství obsáhla přednáška umělkyně Veroniky Zapletalové, vztahy animace, algoritmů a architektury vysvětlil architekt Jaroslav Hulín. Architekt a publicista Osamu Okamura, šéfredaktor architektonického časopisu ERA21, se zaměřil na téma vztahu, možnosti kooperace a prolínání animace a současné architektury. Do půlnočních filmových projekcí byl vybrán dokument Chats Perchés francouzského režiséra Chrise Markera a celovečerní snímek The BQE, originální urbanistická symfonie, v níž zachycuje americký hudebník a filmař Sufjan Stevens newyorskou magistrálu mezi Brooklynem a Queensem.

- Živá animace – V olomoucké premiéře byla uvedena sci-fi audiovizuální performancii Lov na Boghora autorské trojice František Týmal, David Šmitmajer a Jiří Rouš. S AV performancí a následnou prezentací přijeli na PAF francouzští legendární Metamkine, kteří promítají z několika projektorů 16mm pásy, překrývající a vrstvící obrazy na plátně. Páteční večer 7. 12. 2012 patřil improvizovanému audiovizuálnímu projektu Spectral Scenery české dvojice Lasonick & Kof. Po jejich vystoupení už prostor Kina Metropol ovládl britský vizuální umělec a představitel elektronické hudební scény Mark Fell, který zde odehrál koncertní program k albu Multistability.

- PAF Rewind: Net Art – Téma net artu zastupovali holandský umělec Constant Dullaart, jenž byl také zvolen PAF Kultem, český umělec Martin Kohout, berlínský historik umění Robert Sakrowski, tvůrčí dvojice Barbora Trnková & Tomáš Javůrek, slovenský teoretik Palo Fabuš. Současná domácí netartová scéna byla přiblížena prostřednictvím hromadné prezentace Možná je tma, ale já ji nevidím. Po stopách současného českého net artu, v níž vystoupili Stanislav Abrahám, Kristýna Lutzová, Tomáš Kořínek, Jan Mucska, The Rodina, Richard Loskot a skupina MANIPUL a Michal Kindernay. Program doplnil jednodenní workshop archivace a dokumentace net artu s projektem net.artdatabase.org.
- PAF Kult: Constant Dullaart – Holandský post-internetový umělec Constant Dullaart (1979) se stal historicky nejmladším PAF Kultem a zároveň prvním PAF Kultem na začátku druhé dekády této Přehlídky. Dullaartpatří mezi výrazná jména současné mezinárodní netartové scény a svou tvorbou představuje progresivní trendy tohoto překotně se metamorfujícího umění. Jeho práce jsou celosvětově vystavovány v muzejně-galerijním provozu a reflektovány předními uměleckými časopisy. Především pak s neobvyklou razancí rezonuje jeho tvorba internetem, kde vyvolává reakce dalších umělců, což lze v kontextu internetového umění vnímat jako mnohem zásadnější faktor. Spolu s Robertem Sakrowskim je iniciátorem archivačního a dokumentačního projektu net.artdatabase.org. Dullaart během PAFu
- Soutěž Jiné vize – Kurátorem ročníku 2012 se stal Dušan Zahoranský, výtvarný umělec a pedagog. Mezinárodní porotu vytvořili Constant Dullaart, Peter Budinský a členové francouzské skupiny Metamkine – Christopher Auger a Xavier Quérel. Porota vybírala z deseti finálních snímků a udělila hlavní cenu dokumentárnímu snímku Lidé, kteří se snaží zachránit svět (30', 2012), jehož autorkou je Akile Nazli Kaya, studentka Centra audiovizuálních studií na pražské FAMU. Čestné uznání poroty si odneslo Osvícení (3'25'', 2012) Vojtěcha Fröhlicha, Ondřeje Mladého, Jana Šimánka a Vladimíra Turnera. Cenu diváků získala Soňa Jelínková za dílo nazvané Sličná tvář (9'37'', 2012).
- Aport animace – Tato sekce uvedla v české premiéře čtyřhodinový dokumentární snímek Fragments of Kubelka (2012) rakouské režisérky Martiny Kudláček. Druhou českou premiérou byla projekce prvního celovečerního snímku amerického animátora Dona Hertzfeldta s názvem It's Such a Beautiful Day (2012), kde autor opět užívá techniku ručně kreslených schematických postav v žánru stick figure. Průřez tvorbou animátorů, filmařů a výtvarníků sdružených kolem slovenského festivalu Fest Anča nabídli návštěvníkům PAFu ve formě komentované projekce organizátoři žilinského festivalu – Peter Budinský, Andrej Kolenčík, Matúš Vizár a Jana Slezáková.
- Konvikt Resident & PAF Art – V roce 2012 tato programová sekce nabídla AV instalace, wi-fi a síťové/prostorové instalace, s nimiž se mohli návštěvníci setkat v prostorách Konviktu a také v Galerii U Mloka.

Hosté PAF 2012: Vladimir 518 (CZ), Stanislav Abrahám (CZ), Aches (GB), Christophe Auger (Metamkine) (FR),
Vjera Borozan (CZ), Peter Budinský (SK), Lenka Burdová (CZ), Martin Búřil (CZ), Tomáš
Cach (CZ), Alexander Campaz (US), Filip Cenek (CZ), Leonardo Ciacci (IT), Vladislav
Delay (FIN), Eliška Děcká (CZ), Lenka Dolanová (CZ), Jaroslav Dufek (CZ), Constant
Dullaart (NL), Keith Eggener (US), Palo Fabuš (SK), Mark Fell (GB), Petr Gibas (CZ), Alica Gurínová (SK), Jiří Havlíček (CZ), Magdalena Hrubá (CZ), Tomáš
Hrůza (CZ), Jaroslav Hulín (CZ), Tomáš Javůrek (CZ), Michal Kindernay (CZ), Martin
Kohout (CZ), Andrej Kolenčík (SK), Tomáš Kořínek (CZ), Martina Kudláček (AT), Irena
Lehkoživová (CZ), Richard Loskot (CZ), Kristýna Lutzová (CZ), Adam Matej (SK), Jan
Matoušek (CZ), Matouš
Mědílek (CZ), Jan Mucska (CZ), Jérôme Noetinger (Metamkine) (FR), Vilém Novák
(CZ), Veronika Obertová (SK), Osamu Okamura (CZ), Jonatán Pastirčák (SK), Kryštof
Pešek (CZ), Jan Pfeiffer (CZ), Ondřej Pilát (CZ), Sylva Poláková (CZ), Xavier
Quérel (Metamkine) (FR), Robert Sakrowski (DE), Tereza Sochorová (CZ), Matěj Strnad (CZ), Mirjam Struppek (DE), Jan Šrámek (CZ), Johana Švarcová (CZ), Barbora
Trnková (CZ), František Týmal (CZ), Jan
Vidlička (CZ), Matúš Vizár (SK), Dušan Zahoranský (CZ), Veronika Zapletalová (CZ)

### PAF 2013
12. ročník proběhl v Olomouci od 5. do 8. prosince 2013 a nabídl celkem šest programových sekcí. Vedle již tradičních festivalových míst (Umělecké centrum – Konvikt, Galerie U Mloka, Vitrína Deniska, Vertigo) se návštěvníci tentokrát podívali také do pojízdné tramvajové Galerii dé, kde byla připravena výstava Přežitky, vytvořená po vzoru nástěnných novin 50. let.
- Pestrá padesátá – Hlavní programová sekce se věnovala vizuální kultuře socialistických padesátých let v Československu a v tematických sondách formou přednášek, filmových projekcí a prezentací nabídla např. vhled do dobové karikatury, knižní ilustrace, dětských pohádek, reklamy i propagandy nebo také domácí výroby nedostupného módního zboží. Program Pestrých padesátých, pod kurátorským vedením archiváře a sběratele Pavla Ryšky, představil také práci kreslíře Jaroslava Maláka (1928–2012), který se přes ilustrování tendenční satiry propracoval k vynalézavým vizuálním metaforám a stal se autorem s osobitým rukopisem, jenž se na konci 50. let uplatnil i v animovaném filmu.
- Kinetika obrazu – Otázky vázané k archeologii obrazu, jeho budoucnosti a proměnám v důsledku „přirozeného“ stárnutí nebo jeho manipulativnost v rámci autorských přístupů předložila Kinetika obrazu. Svou tvorbu osobně představil významný český umělec Tomáš Svoboda, původem maďarský tvůrce Gábor Ösz, kterému nedávno skončila velká retrospektiva v budapešťském Ludwig Múzeu, animátor a v New Yorku žijící kultovní animátor a vizuální umělec Takeshi Murata. Přiblížena byla tvorba multidisciplinárního umělce operujícího s estetizací chyby Yoshiho Sodeoky nebo problematika „přirozeného“ glitche. Ve spolupráci s FAMU proběhlo šestihodinové sympozium K tvarozpytu montážních struktur – povstávání tvaru, jehož yvrcholením bylo představení zlomové kinogeometrické teorie předního tuzemského odborníka na experimentální film a filmovou avantgardu Martina Čiháka.
- PAF Kult – Hlavním hostem 12. Přehlídky animovaného filmu byl průkopník počítačově generované animace Ernest Edmonds (GB). Edmonds se generativní animaci autorsky věnuje d 60. let, působí jako profesor na několika univerzitách a na PAFu svou tvorbu představil ve dvou masterclass a interaktivní instalaci Shaping Space (2012–13).
- Soutěž Jiné vize – Kurátorem Jiných vizí 2013 byl vizuální umělec a pedagog David Kořínek. Mezinárodní porota ve složení Takeshi Murata, András Cséfalvay a Ondřej Jakubec určila jako vítěze soutěže snímek Čapatý Ján Marie Hájkové a Petra Šprincla, který získal také Cenu diváků. Zvláštní uznání poroty bylo uděleno Kouzlu zapomnětlivosti Veroniky Vlkové, Jana Šrámka a Martina Búřila.
- Aport Animace – představila např. pásmo amatérských animovaných filmů Z Habeše do kosmu, kurátorskou výstavu Jiřího Havlíčka Slepá láska a pásmo sestavené partnerskou berlínskou galerií Fach & Asendorf. Své nejnovější práce prezentoval držitel slovenské Ceny Oskára Čepana András Cséfalvay, pod názvem Homo Felix bylo promítnuto to nejlepší ze studentské a absolventské animace zemí Visegrádské čtyřky.
- PAF Art – Proběhlo 14 výstav a instalací, které byly většinou spjaty s hlavními programovými sekcemi Pestrá padesátá a Kinetika obrazu. PAF instalačně představil např. práce průkopníka počítačově generovaných obrazů Ernesta Edmondse, newyorských digitálních umělců Takeshiho Muraty a Yoshihideho Sodeoky, maďarského vizuálního umělce Gábora Ősze, kalifornského Maxe Capacity nebo tuzemských autorů Tomáše Svobody, Jiřího Havlíčka, Jakuba Hoška a Nik Timkové či finalisty Ceny Jindřicha Chalupeckého Aleše Čermáka.

Hosté PAF 2013: Kim Asendorf (DE), Jan Baroš (CZ), Martin Blažíček (CZ), Martin Búřil (CZ), Filip Cenek (CZ), Karel Císař (CZ), András Cséfalvay (SK), Aleš Čermák (CZ), Martin Čihák (CZ), Tereza Damcová (CZ), Eliška Děcká (CZ), Pavel Dobrovský (CZ), Klára Doležálková (CZ), Ernest Edmonds (UK), Ole Fach (DE), Fiordmoss (CZ), Pavel Fuksa (CZ), Marie Hájková (CZ), Milan Halousek (CZ), Jiří Havlíček (CZ), Bohdan Heblík (CZ), Petra Hermanová (CZ), Jakub Hošek (CZ), Zdeněk Hudec (CZ), Tomáš Javůrek (CZ), Johnny The Horse (CZ), Jon-Eirik (DE), Martin Kaňuch (CZ), Jakub Korselt (CZ), David Kořínek (CZ), Eva Křížková (SK), Dominik Krutský (CZ), Markéta Lisá (CZ), Lunchmeat (CZ), Jan Martinec (CZ), Adam Matěj (SK), Martin Mlynarič (SK), Takeshi Murata (USA), Jakub Němeček (CZ), Martin Odehnal (CZ), Gabor Ösz (HU), Jonatán Pastirčák (SK), Michal Pěchouček (CZ), Pjoni & Ink Midget (SK), Pavel Pohorský (CZ), Sylva Poláková (CZ), Tomáš Hoffman Polenský (CZ), Roman Přikryl (CZ), Pavel Ryška (CZ), Lou Sanitráková (CZ), Andrea Slováková (SK), Adéla Sobotková (CZ), Yoshihide Sodeoka (USA), Tereza Sochorová (CZ), Matěj Strnad (CZ), Tomáš Svoboda (CZ), Ivan Svoboda (CZ), Ján Šicko (SK), Martin Šojdr (CZ), Petr Šprincl CZ), Jan Šrámek (CZ), Ticho de Beige (CZ), Niki Timková (CZ), Matyáš Trnka (CZ), Barbora Trnková (CZ), Ondřej Vavrečka (CZ), Veronika Vlková (CZ), Marián Vredík (SK), Barbora Zelníčková (Braunová) (CZ)

### PAF 2014
13. ročník festivalu filmové animace a současného umění proběhl od 4. do 7. prosince 2014 v Olomouci. Konkrétně v Uměleckém centru Univerzity Palackého (Konvikt), Galerii U Mloka, Vitríně Denisce, Divadle hudby a pojízdné tramvajové Galerii dé. Festival navštívilo 80 hostů z Kolumbie, Argentiny, USA, Velké Británie, Mexika, Japonska, Itálie, Španělska, Portugalska, Rakouska, Slovenska a České republiky.
Leitmotivem vizuální identity PAFu i obsahovým východiskem se v roce 2014 stala otázka, kterou si Přehlídka animovaného filmu ve své dramaturgii klade dlouhodobě: Co je to animace? Odpovědína ni bylo více než 60 programových bloků v šesti sekcích, soutěž Jiné vize, instalace a výstavy, filmové projekce, workshopy, divadelní představení, performance, koncerty i samotný prostor bývalého jezuitského konviktu oživovaný/animovaný festivalovými návštěvníky. Na přípravě programu se podíleli kurátoři a dramaturgové z České republiky, Velké Británie, USA a Latinské Ameriky.
- Přítomnost, pohyb, proměna – Tuto programovou sekci pro PAF připravil významný britský umělec a kurátor Mark Fell. Vybral šestici výrazných a svou tvorbou spřízněných umělců z celého světa, kteří spolu dosud nikdy nespolupracovali, a vyzval je, aby ve vzájemném dialogu vytvořili sérii původních projektů určených přímo pro PAF. Kromě unikátních audiovizuálních vystoupení, tematizujících znovuoživování prostoru, hudby nebo samotné animace, se umělci představili také formou prezentací.
- Kolumbijská animace – Historie kolumbijské animace nesahá daleko do minulosti, představuje však podmanivý příběh lemovaný bouřlivým politickým vývojem této země, silným vlivem amerického zábavního průmyslu i vznikem alternativní podzemní kultury. Výsledkem jsou barvité a různorodé tvůrčí přístupy, vyjadřující zdánlivě skryté, ale všeobjímající emoce, myšlenky, atmosféru kolem. Sekce nabídla projekční pásma, přednášky a diskuze, instalace, výstavu loutek a kolumbijské stínové divadlo (nejen) pro děti.
- Buenos Aires experiment – Sekce Buenos Aires experiment nabídla filmy, performance, videa a instalace umělců, kteří se ve své tvorbě potýkají s médiem filmu a principy projekce. Spojnicí mezi umělci a díly není však jen filmový pás a kužel světla, je jí také Buenos Aires, které poskytlo svůj povrch a umožnilo vznik nové experimentální scény, která kinosály dalece přesahuje. Do Buenos Aires se sjíždějí umělci nejen z Argentiny, ale i z jiných zemí Ameriky a Evropy.
- Aport animace – přinel prezentace a přednášky týkající se audiovizuálních děl i nesnadno zařaditelných projektů.Mezi jinými vystoupili Pavel Klusák (Kapely, které nikdy neexistovaly), Karel Veselý (Japonsko – království robotů), Pavel Ryška (přednáška o grafikovi a ilustrátorovi Svatopluku Pitrovi), Petr Ingerle (filmová tvorba brněnského Devětsilu). Promítnuta byla animovaná pásma a film Velká cena Plochého vršku.
- PAF Art – Výstavy, instalace, performance a koncerty – v rámci PAF Art byly prezentovány aktuální mezinárodní i tuzemské projekty, přičemž s některými umělci je navázána dlouhodobá spolupráce. Mezinárodní program sekce se odehrál na několika místech Olomouce. Vystoupení britského zpěváka Deana Blunta hudební redaktoři označovali za událost roku.[13][14]
- Soutěž Jiné vize 2014 – Výběr každého ročníku je unikátní díky rozdílnosti zájmu kurátorů, kteří deset nominovaných děl vybírají. Osmý ročník soutěže zaštítila kurátorka a filmová historička Marika Kupková. O vítězi rozhodla mezinárodní porota ve složení: Mark Fell, Pablo Mazzolo a Nicholas O'Brien. Hlavní cenu a divácké ocenění získaly Barbora Kleinhamplová a Kristýna Bartošová za Důvěryhodný vztah. Zvláštní cenu poroty obdržela Miroslava Večeřová (River).

Hosté PAF 2014: David Ferrando Giraut (ESP) / Ryoko Akama (JAP), Joe Gilmore (GBR) / Paul Emery (GBR), Rebecca Salvadori (ITA) / Lucy Railton (GB); Kurátor: Mark Fell (GBR), Cecilia Traslaviña (COL), Jaime Cifuentes Toro (COL), Camilio Colmenares (COL), Diana Menestrey (COL); Kurátorka: Laura Delgado (COL), Pablo Mazzolo (ARG), Benjamin Ellenberger (ARG), Azucena Losana (MEX); Kurátoři: Georgy Bagdasarov (ARM) a Alexandra Moralesová, Nicholas O'Brien (USA), Dean Blunt (GBR), Lightning Glove, Kolektiv, Freddy Ruppert (USA/CZE), galerie PLEVEL, Slowmotiondancer, Viktor Takáč, Jonatán Pastirčák (SVK), Pavel Ryška, Pavel Klusák, Karel Veselý, Roman Štětina, Martin Blažíček ad.

### PAF 2015
14. ročník Přehlídky filmové animace a současného umění proběhl v Olomouci od 3. do 6. prosince 2015. Na ploše pěti sekcí nabídl 70 projekcí, přednášek, prezentací, zvukových a obrazových performance, koncertů, workshopů a výstav. Festival přinesl v českém kontextu unikátní propojení historických podob animace a ilustrace s nejaktuálnějšími experimenty se zvukem, světlem a prostorem.
- Divoká 60. – Pro PAF tuto sekci jako hostující dramaturg připravil vizuální umělec a badatel Pavel Ryška. Prozkoumal některé aspekty divokosti při výrobě dobových televizních reklam, kreslených vtipů a krátkých animovaných filmů. Přiblížil spolupráci kreslíře Jiřího Wintera Neprakty a jeho inspirátora Bedřicha Kopecného, tvorbu výtvarníka režiséra Zdeňka Milera či studentský Majáles 1965, který svou účastní nezapomenutelně poznamenal Allen Ginsberg. Součástí Divokých 60. byla také prezentace Krabičky Svatopluka Pitry, kterou připravil Ryška spolu s grafickým studiem Anymade.
- Animace animace – Sondy v rámci současného umění, experimentálního filmu a spodních proudů kinematografie zkoumají pozici animace jako jednotícího principu naší zkušenosti během vnímání pohyblivých obrazů. Program nabídl prezentace, projekce a sérii výjimečných performancí na pomezí živé prostorové animace, koncertu nebo 3D instalace. Výrazným hostem sekce byl malawský umělec a filmař Samson Kambalu, jehož práce byly v roce 2015 zastoupeny na benátském bienále. Instalace Escape Pod amerického digitálního umělce Jonathana Monaghana byla po PAFu uvedena na filmovém festivalu Sundance.
- Aport animace – Nabídl prezentace nových či chystaných videoherních projektů (Rememoried, Dark Train, Other Inside), publikací (#mm net art), projekce filmů (Ku! Kin-dza-dza, Filmový dobrodruh Karel Zeman, Cafard), animovaných pásem (mj. Animáčky 2, Anipromítačka) či možnost zúčastnit se workshopů (Alexander Campaz - PAF Fashion, Pavla Baštanová - Malí animátoři).
- PAF Art – Tato sekce prezentuje aktuální mezinárodní i tuzemské projekty z oblasti současného vizuálního umění. Program se odehrával nejen na místech tradičních (Konvikt, Galerie U Mloka), ale také ve veřejném prostoru (uliční galerie Vitrína Deniska). Součástí sekce bylo i slavnostní předávání devátého ročníku ceny pro umělce nad 35 let – Ceny od Vladimíra Havlíka, jejímž laureátem pro rok 2014 byl právě Vladimír Havlík, olomoucký performer a pedagog. Laureátem pro rok 2015 se stal malíř, performer a pedagog Jiří Surůvka.
- Soutěž Jiné vize 2015 – Jiné Vize 2015 byly zaměřeny na problematiku autorských práv a digitálních databází prostřednictvím diskuzních kulatých stolů, kterých se zúčastní odborníci z dané oblasti. Kurátorkou devátého ročníku Jiných vizí byla teoretička a publicistka Lenka Střeláková, která vybrala deset finalistů. O vítězi rozhodovala mezinárodní porota ve složení: Samson Kambalu, Jonathan Monaghan, Daniela Arriado a Gabriel Florenz. Hlavní cenu získal Janek Rous za Zvuk z pouště, zvláštní cenu poroty obdržely Petra Lelláková a Vladimíra Večeřová za Marmotour. Divácká cena byla udělena Michalu Cábovi a Aleši Čermákovi (Země se chvěje).

Hosté PAF 2015: Samson Kambalu (MW/GB), Lotic (US), Pedro Maia (PT), Takashi Makino (JP), Greg Pope (GB), Martin Arnold (AT), Michal Pustějovský (CZ), TCF (NO), Vessel (UK), Blue Daisy (GB). Alexander Campaz (CO/US), Vojtěch Vaněk (CZ), Dominik Jícha (CZ), Kateřina Kynclová (CZ), Josef Bolf (CZ). David Možný (CZ), Marek Delong (CZ), Ivan David (CZ), Tomáš Javůrek (CZ), Matěj Strnad (CZ), Martin Čihák (CZ), Tomáš Pospiszyl (CZ), Matyáš Trnka (CZ), Peter Budinský (SK), Katarína Gatialová (SK), Vladimír Kudělka (CZ), Miloš Henkrich (CZ)

### PAF 2016
15. Přehlídka filmové animace a současného umění se uskutečnila v Olomouci 1. až 4. prosince 2016. Bohatý program festivalu nabídl více než 80 bloků, které byly zahrnuty do čtyř tematických sekcí. Podtitulem 15. ročníku a zároveň názvem hlavní festivalové sekce byla otázka Proč se dívat na zvířata? Dalšími sekcemi byly tradiční Jiné vize, Aport animace a kurátorsky připravená sekce Film Labor. Program zahrnoval filmové projekce krátkometrážních i celovečerních filmů, přednášky, prezentace, workshopy, koncerty nebo unikátní audiovizuální performance produkované přímo pro PAF.
Proč se dívat na zvířata? Název hlavní programové sekce je přejat ze stejnojmenné eseje britského publicisty a kritika umění Johna Bergera, který v roce 2016 oslavil 90. narozeniny. V textu z roku 1977 vyšel z předpokladu, že zvířata jsou součástí okruhu lidského okolí, „jsou nám podobná a zároveň nepodobná“. Tato ikonická, ale dobově a politickými východisky autora poznamenaná stať, tematizující mj. polidšťování zvířat a význam zoologických zahrad, se stala výchozím materiálem pro všechny přizvané hosty, kteří v rámci výročního ročníku PAFu byli v Olomouci přítomni. Mezi hosty byla expertka na vizuální studia a tvorbu Johna Bergera Andrea Průchová.
- Film Labor – Sekce představila současnou experimentální tvorbu v rámci činnosti filmových laboratoří spravovaných samotnými umělci – tzv. artist-run film labs. Cílem cyklu bylo představit jejich produkci, která výrazně proměňuje možnosti filmové tvorby, často označované jako experimentální film. Programovou sekci nachystali Alexandra Moralesová a Georgij Bagdasarov.
- Aport animace – Hlavní téma PAFu rezonovalo i v sekci Aport animace, která se však zároveň přidržela ustáleného vzorce programové stavby, tedy představování aktuální podoby animace (nejen) na domácí scéně, ať už v podobě autorských děl či komerčních projektů. Nechyběly proto prezentace připravovaných snímků (První sníh, Vincent & Sheep) a vyvíjených počítačových her či aplikací (Factorio, Golem). Došlo i na představení výrazných kapitol a osobností české a světové animace.
- Soutěž Jiné vize – Vítězkou soutěžního výběru Jiné vize CZ se stala Lucie Rosenfeldová s dílem Polymind. Hlavní cenu jí udělila mezinárodní porota ve složení Cordelia Dvorák (DE), Alexander Campaz (US) a Olga Bobrowska (PL). Cenu diváků obdržel Martin Zvěřina se svým dílem Pillars. Deset děl současného českého pohyblivého obrazu vybral přední český kurátor a teoretik umění Karel Císař.
- V roce 2016 PAF spolu se slovenským časopisem Kinečko a seminářem 4 živly uspořádal soutěž Jiné vize SK. Vítězným dílem bylo video New Horizons II Andráse Cséfalvaye. Vyhlášení proběhlo v pátek 24. února 2017 na filmovém semináři v Banské Štiavnici 4 živly

Hosté PAF 2016: Lab Grenoble (FR): Gaelle Rouard, Xavier Quérel, Etienne Caire, Joyce Lainé, Lab Barcelona (ES): Luis Macias, Alfredo Costa Monteiro, Adriana Vila, Lab Berlin (DE): Melissa Dulius, Gustavo Jahn, Ondřej Ježek (CZ), Lolina (GB), John T. Gast (GB), Edith Karlson (EE), Stanislav Komárek (CZ), Bill Kouligas (US) & Harm van den Dorpel (NL), M.E.S.H. (GR) & Michael Guidetti (US), Jakub Jansa (CZ), Andrea Průchová (CZ), Pavel Ryška (CZ), Matěj Smetana (CZ), Malvína Balvínová (CZ), Eliška Děcká (CZ), Miloš Henkrich (CZ), Dorota Holubová (SK), Pavel Horáček (CZ), Lenka Ivančíková (SK), Karel Císař (CZ), Martin Kaňuch (SK), Matěj Strnad (CZ) ad.

### PAF 2017
16. ročník Přehlídky filmové animace a současného umění PAF Olomouc se uskutečnil v Olomouci 6.–9. prosince 2017 a jeho hlavním tématem byla magie.
- Abrakadabra – Magická formule abrakadabra v názvu programu odkazuje k proměnám pohyblivého obrazu, k jeho manipulaci a příznačně i k animaci za rozličných technologických, prostorových či časových podmínek. Zaříkadlo slouží jako nástroj k mnoha pokusům o vymezení kontextu vnímání vybraných děl, jež se stanou součástí rituálu, kterým není nic jiného než PAF. Pozvaní hosté, jejich filmy, instalace, performance, koncerty nebo prezentace byly představeny během čtyř dní, kdy se PAF pokusil vrátit auru všem technicky reprodukovatelným uměleckým dílům nejen skrz mumlání abrakadabra, ale i šíří vlastního kontextu, kterým se pokusil smazávat hranici mezi filmovým festivalem, galerií současného umění a hudebním klubem.
- Aport animace – V programové skladbě PAFu zaujímá sekce Aport animace vůči ostatním juxtapoziční vztah. Úzce se držel hlavního tématu, jímž byly různé podoby chápání pojmu magie, zároveň jej však traktoval pomocí ustálených kategorií, jež jsou s animovaným filmem propojeny buď neodmyslitelně, nebo naopak překvapivě až nečekaně. Jako tradičně jimi byly celovečerní filmy, pásma krátkometrážních snímků uvedených v rámci projektu AniPromítačka, počítačové hry nebo počiny, kterými psali dějiny české animace amatérští tvůrci. Aport je připomenutím někdy téměř zapomenutých klenotů animovaného filmu, ale také ochutnávkou nových technologických animačních možností.
- Soutěž Jiné vize – Desítku finalistů soutěžících o Hlavní cenu poroty a Cenu diváků z více než 70 přihlášených videí vybral kurátor 11. ročníku soutěže, ředitel Galerie Futura Michal Novotný. Mezinárodní porota složená z kurátorek a teoretiček Charlotte Procter, Anne Duffau a Szilvi Német, o vítězi rozhodla jednomyslně. Vítězným snímkem se stal Blind Bidding Davida Přílučíka. V rámci slavnostního zakončení festivalu byla udělena také Cena diváků, o které návštěvníci festivalu rozhodovali v průběhu čtyř festivalových dní. Jejím vítězem je Johana Novotná, která diváky zaujala svým videem Youu. Po pilotním ročníku slovenské soutěže Jiných vizí SK bylo během druhého ročníku pod kuratelou Evy Filové uvedeno na PAFu ve dvou blocích osm soutěžních videí. Vyhlášení vítězů proběhlo v únoru 2018 na semináři 4 živly v Banské Štiavnici, který je spolupořadatelem soutěže.

Hosté PAF 2017: Oliver Coates (GB), Saki Matsumoto (JP), Anne Duffau (GB), Charlotte Procter (GB), Clemes Von Wedermayer (DE), Shana Moulton (US), Joanne Robertson (UK/CA), Szilvi Német (HU), Matěj Smetana (CZ), Dita Malečková (CZ), Marie Hájková (CZ), Petr Šprincl (CZ), Veronika Vlková (CZ), Vendula Bělochová (CZ), Jan Tomšů (CZ), Kateřina Karhánková (CZ) ad.

### PAF 2018
17. ročník Přehlídky filmové animace a současného umění proběhl od 6. do 9. prosince 2018. Během čtyř dnů se ve 14 lokalitách po Olomouci odehrálo více než 80 performancí, výstav, koncertů, workshopů, projekcí a přednášek. Řada projektů byla představená v české, evropské nebo světové premiéře. Festivalu se zúčastnilo více než 80 hostů z České republiky i dalších zemí včetně USA, Litvy, Itálie nebo Kanady. Tématem 17. ročníku byl Lapsus a nejrůznější podoby zkratů, zádrhelů či mezer se projevují napříč celým programem.
- Soutěž Jiné vize – Vítězi soutěžní sekce PAFu Jiné vize CZ 2018 se stali Valentýna Janů a Kryštof Hlůže – mezinárodní porota jim udělila Hlavní cenu za jejich video Is Your Blue the Same As Mine? Zvláštní uznání poroty si odnesl Mark Ther za video Mitsu, hlasování diváků vyhrála Marie Lukáčová s videem Živa. Výběr deseti soutěžních videí zaštítil přizvaný kurátor Rado Ištok. Videa byla uvedena také v rámci velkorysé instalace v prostorách festivalového centra v Atriu olomouckého Konviktu. Vítězem třetího ročníku Jiné vize SK, který byl vyhlášen na 8. festivalu 4 živly, se stal Michal Žilinský se svým videopásmem Aula: Areál univerzálnej latencie.

Hosté PAF 2018: Adrian Altman, Martin Arnold, Zach Blas, Eugenie Brinkema, Alexander Campaz, Jacky Connolly, Holly Childs, Milda Januševičiūtė, Jesse Kanda, Nancy Kangas, Fero Király, Valentinas Klimašauskas, Domenico Quaranta, Gediminas Žygus, Susanna Paasonen, Pavel Ryška, Herb Shellenberger a další

### PAF 2019
18. ročník Přehlídky filmové animace a současného umění se uskutečnil 5.–8. prosince 2019. Zúčastnilo se ho více než 100 hostů z 12 zemí, program čítal více než 80 programových bloků a odehrál se v 11 lokalitách napříč historickým centrem Olomouce. Tématem 18. ročníku se stal Portrét. Žánr, který s nástupem digitálních platforem zažívá nebývale dynamickou proměnu. Program přiblíží mj. fenomény zobrazování lidských i nelidských obličejů v současném umění nebo vztahu umělecké identity a anonymity tvůrců, a to nejen optikou světa současné vizuální a klubové kultury a teorie, ale také skrze výrazná díla experimentálního a animovaného filmu.
Poprvé se v rámci PAFu uskutečnil slavnostní ceremoniál Ceny Jindřicha Chalupeckého pro umělce do 35 let. Vyhlášení proběhlo v pátek 6. prosince od 20:00 v kině Metropol a ještě v průběhu večera jeho záznam odvysílala Česká televize na kanálu ČT Art. Laureátem ceny se stal sedmadvacetiletý Andreas Gajdošík, kterého porota ocenila za on-line experiment kritizující vliv premiéra Andreje Babiše (ANO) na média skupiny MAFRA. Diváckou cenu Českých center a s ní spojený rezidenční pobyt v sídle některého z Českých center získala Pavla Malinová za svou sérii maleb doplněnou o kamenné sochy.
- Soutěž Jiné vize – V rámci PAFu se rozhodlo o vítězích 13. ročníku Jiných vizí CZ – jediné české soutěže umění pohyblivých obrazů. Desítku finalistů z přihlášených děl sestavila kurátorka Laura Amann, za základě jejího výběru pak vítěze vybírali diváci a mezinárodní porota. Hlavní cenu získal Zbyšek Semelka za video Advertising the Earth Radio - Stephen P. McGreevy’s VLF Cut-outs, cenu diváků vyhrál kolektiv BCAAsystem za video No~one Is an Island.